# Wyoming
Wyoming, denumire oficială, State of Wyoming (în limba română, Statul Wyoming), este unul din cele 50 de state ale Statelor Unite ale Americii, aflat în partea zonei țării cunoscută ca The West.  În timp ce treimea estică a statului aparține geografic Marilor Câmpii (în original, [The] Great Plains), majoritatea statului este dominată de numeroase grupe și lanțuri montane.  Statul Wyoming a fost format din părți care au aparținut succesiv teritoriului inițial Idaho (1863 - 1864), apoi teritoriului Dakota (1864 - 1868) și, respectiv teritoriului Wyoming, între 1868 și 1890.  Teritoriul Wyoming, coincizând ca suprafață cu statul omonim de azi, s-a alăturat Uniunii la 10 iulie 1890, ca cel de-al patruzeci și patrulea stat al acesteia.  Ca și în trecut, statul Wyoming este și astăzi statul american cel mai depopulat, numărând la recensământul din anul 2000 "doar" 509.294 locuitori. Capitala și cel mai mare oraș al statului este Cheyenne.  Locuitorii statului sunt numiți Wyomingites. 

## Demografie

### 2010
Populația totală a statului în 2010: 563,626	
Structura rasială în conformitate cu recensământul din 2010:
- 90.7% Albi (511,279)
- 0.8% Negri (4,748)
- 2.4% Americani Nativi (13,336)
- 0.8% Asiatici (4,426)
- 0.1% Hawaieni Nativi sau locuitori ai Insulelor Pacificului (427)
- 2.2% Două sau mai multe rase (12,361)
- 3.0% Altă rasă (17,049)
- 8.9% Hispanici sau Latino (de orice rasă) (50,231)

### Religia
În anul 2014 structura religioasă arăta așa
- Creștini:71%
  - Protestanți 43%
  - Catolici 14%
  - Mormoni 9%
  - Ortodocși creștini <1%
  - Martorii lui Iehova: 3%
  - Alte tipuri de creștinism  1%
- Evreii:<1%
- Musulmani:<1%
- Hindusi:<1%
- Budisti:1%
- Alte religii:3%
- Fara religie:26%